# Lana Conceição

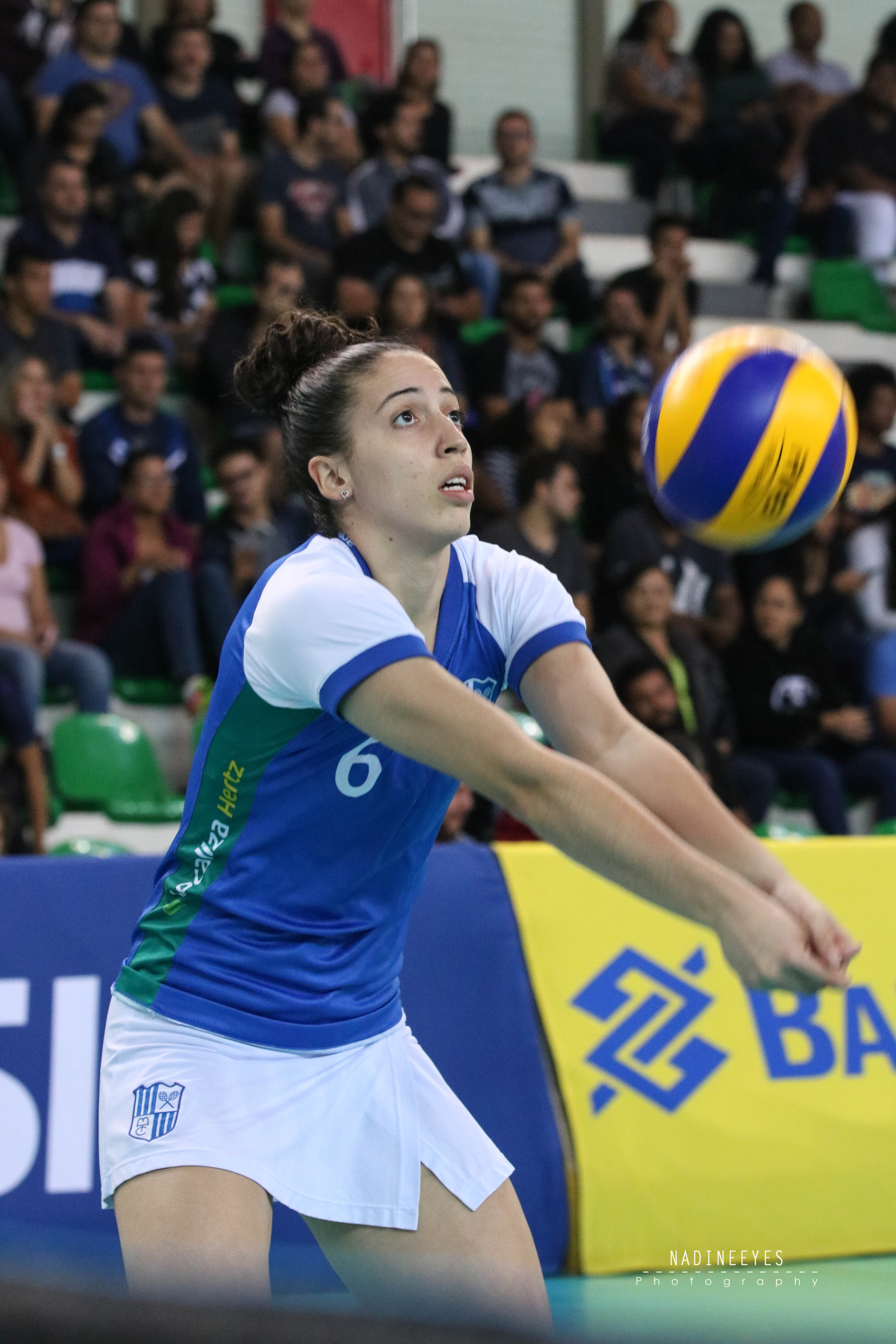
Lana Conceição zawodniczką Itambé/Minas w sezonie 2018/2019

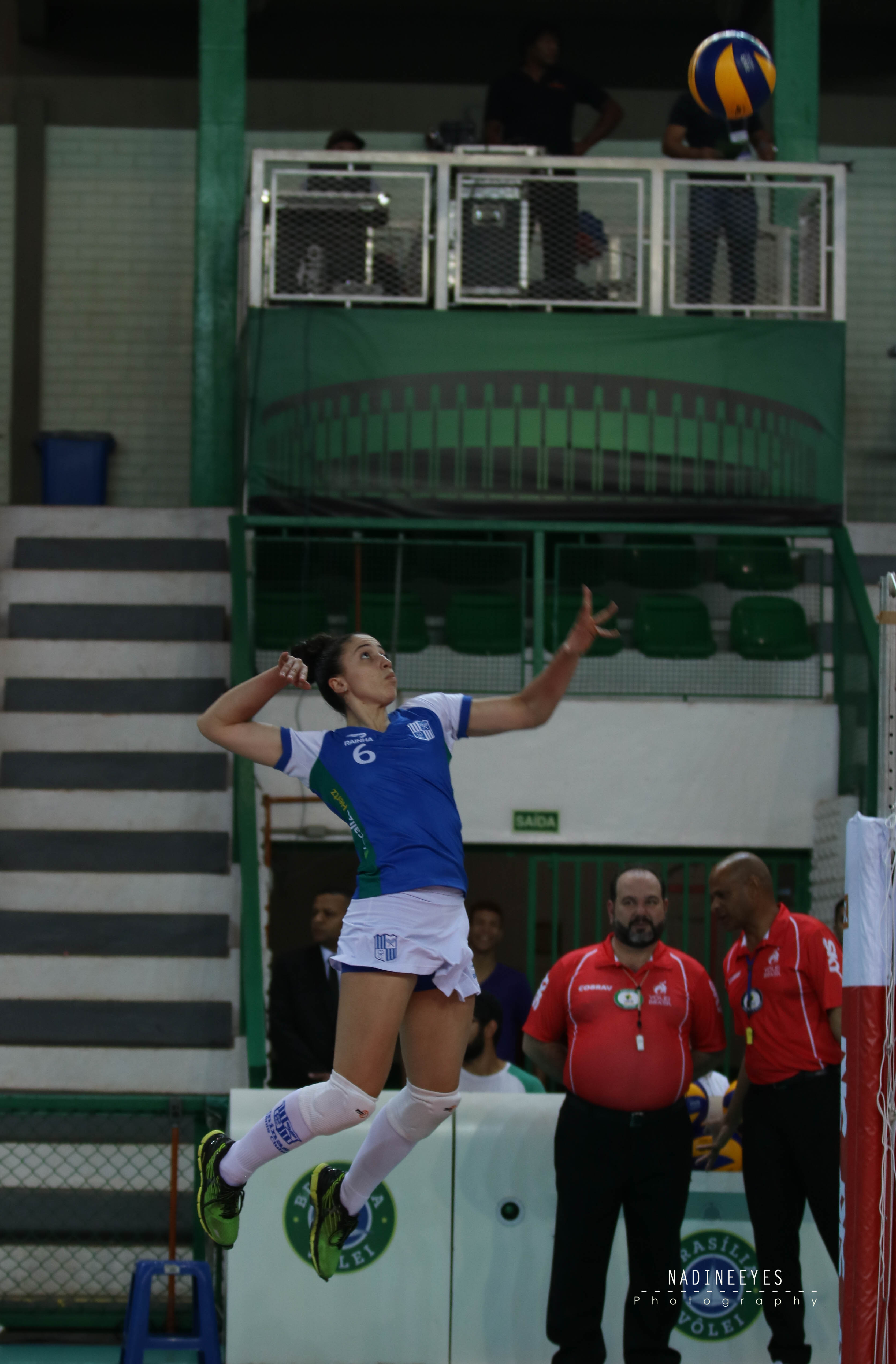
Lana Conceição zawodniczką Itambé/Minas w sezonie 2018/2019

Lana Silva Conceição (ur. 8 grudnia 1996 w São Paulo) – brazylijska siatkarka, grająca na pozycji przyjmującej.

## Sukcesy klubowe
Klubowe Mistrzostwa Świata:
- 2018[11]

Puchar Brazylii:
- 2019[12]

Liga brazylijska:
- 2019[13]

Klubowe Mistrzostwa Ameryki Południowej:
- 2019[14], 2020[15]

## Sukcesy reprezentacyjne
Mistrzostwa Ameryki Południowej Kadetek:
- 2012[16]

Puchar Panamerykański Kadetek:
- 2013[17]

Mistrzostwa Świata Kadetek:
- 2013[18]

Igrzyska Ameryki Południowej:
- 2014

Mistrzostwa Ameryki Południowej Juniorek:
- 2014[19]

Mistrzostwa Świata Juniorek:
- 2015[20]

Mistrzostwa Ameryki Południowej U-23:
- 2016[21]

Liga Narodów:
- 2019[22]